# José Carlos Cancela
José Carlos Cancela Durán (n. Santa Lucía, Canelones, Uruguay; 25 de junio de 1976) es un exfutbolista uruguayo Nacionalizado Costarricense. 
Jugaba como mediocampista, y actualmente es auxiliar técnico en Cruz Azul, formando parte del cuerpo técnico de Robert Dante Siboldi. 
A sus 25 años tuvo su primer hijo de nacionalidad estadounidense Bruno Cancela, luego teniendo a Megan Cancela.

## Trayectoria
A lo largo de los años se ha convertido en una figura reconocida para el deporte costarricense, siendo un baluarte para que Liberia Mía consiguiera el título de la Primera División de Costa Rica en el año 2009. Incluso, en el fútbol costarricense, fue figura del Club Sport Herediano, ganándose a la afición, siendo su paso más importante en un equipo costarricense el que tuvo con el herediano del 2009 al 2012 donde consiguió con "el team" el ansiado título 22 y fue mejor jugador del torneo, además cuenta con un paso en el Cruz Azul de México

## Clubes
| Club                      | País           | Año         |
| ------------------------- | -------------- | ----------- |
| Peñarol                   | Uruguay        | 1995 - 2000 |
| Puebla FC                 | México         | 2001        |
| Cruz Azul                 | México         | 2001 - 2002 |
| Gavilanes de Nuevo Laredo | México         | 2002        |
| Deportivo Saprissa        | Costa Rica     | 2003        |
| New England Revolution    | Estados Unidos | 2003 - 2006 |
| Colorado Rapids           | Estados Unidos | 2007 - 2008 |
| Fénix                     | Uruguay        | 2008        |
| Liberia Mía               | Costa Rica     | 2008 - 2009 |
| Herediano                 | Costa Rica     | 2009 - 2012 |
| Deportivo Saprissa        | Costa Rica     | 2012 - 2013 |
| Herediano                 | Costa Rica     | 2013 - 2014 |
| Belén                     | Costa Rica     | 2014 - 2015 |
| Pérez Zeledón             | Costa Rica     | 2015 - 2016 |

## Palmarés

### Campeonatos nacionales
| Título              | Club        | País       | Año  |
| ------------------- | ----------- | ---------- | ---- |
| Campeonato Uruguayo | Peñarol     | Uruguay    | 1995 |
| Campeonato Uruguayo | Peñarol     | Uruguay    | 1996 |
| Campeonato Uruguayo | Peñarol     | Uruguay    | 1997 |
| Campeonato Uruguayo | Peñarol     | Uruguay    | 1999 |
| Verano 2009         | Liberia Mía | Costa Rica | 2009 |
| Verano 2012         | Herediano   | Costa Rica | 2012 |

### Premios individuales
| Premio                      | Premiado por | País       | Año  |
| --------------------------- | ------------ | ---------- | ---- |
| Mejor extranjero            | UNAFUT       | Costa Rica | 2012 |
| Mejor futbolista del torneo | UNAFUT       | Costa Rica | 2012 |
| Máximo goleador (10 goles)  | UNAFUT       | Costa Rica | 2012 |